# Mättnad (magnetisk)

Magnetiseringskurvor av 9 ferromagnetiska material som uppvisar mättnad. 1.Stålplåt, 2.Kiselstål, 3.Gjutstål, 4.Wolframstål, 5.Magnetstål, 6.Gjutjärn, 7.Nickel, 8.Kobolt, 9.Magnetit

Mättnad är det fenomen då en ökning av ett externt H-fält inte kan öka magnetiseringen i materialet mer, så att den totala magnetiska flödesdensiteten B avstannar.  Det är karakteristiskt för ferromagnetiska material, så som järn, nickel, kobolt och legeringar därav.

## Beskrivning
Mättnad syns tydligast i en magnetiseringskurva (även kallad hystereskurva) av ett ämne, se grafen till höger.  När H-fältet ökar går B-fältet mot ett maximalt värde, mättnadsvärdet för ämnet. Tekniskt sett så fortsätter B-fältet att öka, men med den paramagnetiska farten, vilken är tre storleksordningar mindre än den ferromagnetiska farten vilket kan ses nedan.
Förhållandet mellan H-fältet och B-fältet kan uttryckas som permeabiliteten: {\displaystyle \mu =B/H} eller den relativa permeabiliteten {\displaystyle \mu _{r}=\mu /\mu _{0}} där {\displaystyle \mu _{0}} är vakuumpermeabiliteten.  Permeabiliteten hos ferromagnetiska material är inte konstant, men beror på H-fältet. I material som kan bli mättade ökar den relativa permeabiliteten med H upp till ett maxvärde, när sedan mättnad sker går den nedåt mot ett.
Olika material har olika mättnadsnivåer. Till exempel järn med hög permeabilitet som används i transformatorer uppnår mättnad vid 1,6 - 2,2 tesla (T), medan ferrit uppnått mättnad vid 0.2 - 0.5 T. Vissa amorfa legeringar uppnår mättnad vid 1.2-1.3 T.

På grund av mättnad når permeabiliteten μ_{f} hos ett ferromagnetiskt material ett maximum och minskar sedan.

## Förklaring
Ferromagnetiska material så som järn som kan uppnå mättnad består av mikroskopiska områden kallade magnetiska domäner som beter sig som små permanentmagneter som kan ändra riktning med magnetiseringen. Då det inte finns ett pålagt magnetisk fält är dessa små "magneter" godtyckligt orienterade, detta ger att det totala magnetfältet blir noll. När ett externt H-fält finns verkande på materialet vrids de små magnetiska domänerna så att de blir parallella med det externa magnetfältet, materialet har nu skapat ett eget stort magnetfält B vilket når utanför materialet. Detta kallas magnetisering. Starkare externt magnetfält innebär att de magnetiska domänerna ställer in sig bättre. Mättnad uppkommer då praktiskt taget alla domäner är inställda parallellt med magnetfältet, så att en fortsatt ökning i det pålagda magnetfältet inte kan få domänerna att ställa in sig bättre.

## Effekter och användningsområden
Mättnad begränsar det maximala magnetfält som kan uppnås i kärnor av ferromagnetiska material i spolar och transformatorer till ungefär 2 T, vilket begränsar deras storlek nedåt. Detta är en anledning till att motorer med hög effekt, generatorer och transformatorer är stora, eftersom de måste ha stora magnetiska kärnor.  
I elektronik beter sig transformatorer och spolar med ferromagnetiska kärnor icke-linjärt när strömmen genom dem är tillräckligt stor för att mätta kärnan. Detta innebär att deras induktans och andra egenskaper beror på strömmen. I linjära kretsar är detta är beteende man inte vill ha. När en växelström kopplas på kan denna icke-linjäritet ge upphov till harmoniska vågor. För att förhindra detta måste signalnivån begränsas så att kärnan inte blir mättad. För att minska denna effekt kan en luftspalt användas. Mättnadsströmmen, strömmen genom lindningarna som krävs för att mätta kärnan, ges av tillverkare i specifikationerna för många induktanser och transformatorer. 
Å andra sidan kan mättnad användas i vissa elektroniska apparater. Mättnad används för att begränsa strömmen i vissa typer av transformatorer, vilka kan användas i exempelvis svetsar och ferroresonanta transformatorer kan användas som spänningsregulator. När primärströmmen överstiger ett visst värde mättas kärnan vilken begränsar ökningar i sekundärströmmen. I en mer sofistikerad tillämpning, mättningsbara induktanser och magnetiska förstärkare  använder en likström genom en separat lindning för att kontrollera en induktors impedans. Variation av strömmen i kontrollslingan kan på så sätt styra växelströmmen genom induktorn. Denna mekanism används i dimbara lysrör och ballaster.